# باسم الآغا
باسم عبد الله يوسف حمدان الآغا دبلوماسي فلسطيني، كان سفيرًا لدولة فلسطين لدى ليبيا واليمن وأخيرًا لدى السعودية منذ عام 2013 وحتى عام 2024.

## الحياة العملية
كان سفيرًا لدولة فلسطين لدى ليبيا، ولاحقًا اليمن.
فاز بعضوية المجلس الثوري لحركة فتح بعد مؤتمر الحركة السادس عام 2009، ومؤتمرها السابع عام 2016.
عُين سفيرًا لدولة فلسطين لدى السعودية في 15 سبتمبر 2013، وسلّم نسخة من أوراق اعتماده في 3 أكتوبر 2013. استمر حتى نهاية أكتوبر 2024.